# Atraphaxis karataviensis
Atraphaxis karataviensis là một loài thực vật có hoa trong họ Rau răm. Loài này được Pavlov & Lipsch. mô tả khoa học đầu tiên năm 1931 publ. 1932.